# Say You Will
Say You Will is een nummer van de Brits-Amerikaanse rockband Foreigner. Het is de eerste single van hun zesde studioalbum Inside Information uit 1987. Het nummer werd in november van dat jaar op single uitgebracht in de VS, Canada en Europa. Op 21 december dat jaar volgden Australië, Nieuw-Zeeland en Japan.

## Achtergrond
De plaat werd in de Verenigde Staten en een paar Europese landen een hit. De plaat bereikte in de Amerikaanse Billboard Hot 100 een 6e positie. In Duitsland werd de 22e positie bereikt, in Noorwegen de 4e en in het thuisland van de helft van de bandleden, het Verenigd Koninkrijk, werd een bescheiden 71e positie bereikt in de UK Singles Chart.
In Nederland was de plaat op vrijdag 18 december 1987 Veronica Alarmschijf op Radio 3 en werd een radiohit in de destijds twee hitlijsten op de nationale publieke popzender. De plaat bereikte de 14e positie in de Nederlandse Top 40 en de 12e positie in de Nationale Hitparade Top 100. In de Europese hitlijst op Radio 3, de TROS Europarade, werd géén notering behaald, aangezien deze lijst op donderdag 25 juni 1987 voor de laatste keer werd uitgezonden.
In België bereikte de plaat de 22e positie in de Vlaamse Radio 2 Top 30 en de 24e positie in de voorloper van de Vlaamse Ultratop 50. In Wallonië werd géén notering behaald.